# 江宁街道
江宁街道，是中华人民共和国江苏省南京市江宁区下辖的一个街道办事处，位于苏皖交界处。2006年原铜井镇并入该街道办。

## 行政区划
江宁街道下辖以下地区：
江宁社区、盛江社区、司家社区、陆郎社区、朱门社区、河西社区、叶村社区、新铜社区、南山湖社区、牧龙社区、荷花社区、星辉社区、新洲村、上湖村、清修村、西宁村、大庙村、牌坊村、花塘村、庙庄村、天然村和洪幕村。